# Brakel (Zaltbommel)
Brakel (Dialect: Bròkel) is een dorp en voormalige heerlijkheid in de gemeente Zaltbommel, in de Nederlandse provincie Gelderland. Het dorp telt 3.115 inwoners (per 1 januari 2023). Brakel ligt nabij de samenvloeiing van de Afgedamde Maas en de Waal. In Brakel eindigt de Van Heemstraweg, die bij het Maas-Waalkanaal, op de grens tussen Weurt en Nijmegen, begint; traditioneel benoemt men deze weg namelijk van oost naar west.

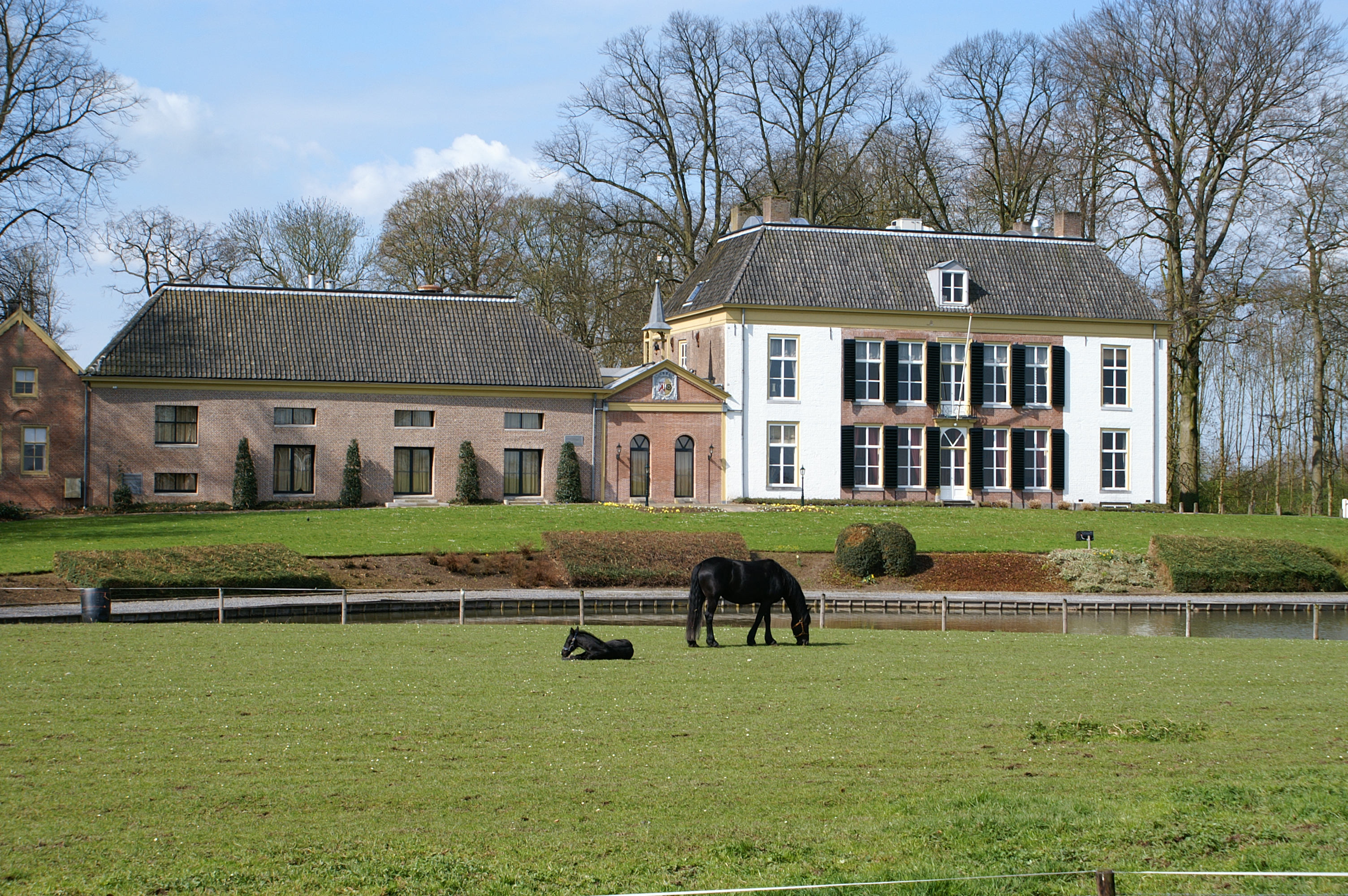
't Huis Brakel

## Etymologie
De oudste bekende vermelding van Brakel stamt uit 1228 ('Bracle'). De naam is mogelijk een samenstelling van het Germaanse 'brako', dat varen betekent en 'lo', loofbos op een oeverwal.

## Geschiedenis[2]
In de middeleeuwen was Brakel een van de zeven lage heerlijkheden in de Bommelerwaard behorende tot het Kwartier van Nijmegen in het Hertogdom Gelre. De heerlijkheid Brakel wordt al in de dertiende eeuw vermeld als afsplitsing van de landen van Altena. Later, in 1595, behoorde Brakel tot de hoge heerlijkheid Poederoijen, blijkens een akte uit dat jaar.
Van 1799 tot 1801 was Brakel onderdeel van de gemeente Bommelerwaard. Bij de invoering van gemeenten in Nederland rond 1810 werd Brakel een zelfstandige gemeente waartoe initieel naast het dorp Brakel ook het dorp Poederoijen behoorde, inclusief Munnikenland en Slot Loevestein. In 1811 werden deze echter afgesplitst. Op 1 juli 1955 werden de gemeenten Poederoijen en Zuilichem opgeheven en bij de gemeente Brakel gevoegd. Daardoor kwamen ook het dorp Aalst en de buurtschap De Rietschoof bij Brakel. Op 1 januari 1999 ging deze gemeente ten slotte op in de gemeente Zaltbommel. Gedurende haar bestaan als gemeente had Brakel dertien burgemeesters.

## Bezienswaardigheden
- Kasteelruïne van Brakel in het Brakelse Bos
- De Hervormde kerk, die gedeeltelijk uit de 14e en gedeeltelijk uit de 15e eeuw dateert.
- Vluchtheuvelkerk
- Het Spijker, de woning van D.W. van Dam van Brakel. De huidige bewoner is een directe nakomeling van D.W. van Dam van Brakel.
- Huis Brakel, een herenhuis tevens ooit bewoond door Van Dam van Brakel. Het pand doet heden ten dage dienst als dorpshuis voor lokale evenementen en wordt verhuurd voor diverse particuliere aangelegenheden, zoals trouwerijen, recepties en vergaderingen. De Brakelse begraafplaats ligt aan de overkant van Huis Brakel.
- Batterij onder Brakel, een verdedigingswerk in de Nieuwe Hollandse Waterlinie
- Boerderij Flegelstraat 1, hallenhuisboerderij met dwars voorhuis en gerestaureerde hooiberg. De boerderij heeft een 17e-eeuwse kern en is geklasseerd als Rijksmonument.
- Enkele windmotoren. Die aan de Schouwendijk is van 1920.

Zie ook
- Lijst van rijksmonumenten in Brakel
- Lijst van gemeentelijke monumenten in Brakel

## Natuur en landschap
Brakel ligt aan de Waal op een hoogte van ongeveer 1,5 meter, in het rivierkleigebied van de Bommelerwaard. Een veerpont verbindt het dorp met de dorpen Vuren en Herwijnen in de Tielerwaard.
Brakel kent grootschalige tuinbouwbedrijven en weilanden. Natuurgebieden zijn de uiterwaardengebieden Bovenwaarden ten oosten, en de Benedenwaarden ten westen van Brakel. In het zuidwesten, ten zuiden van het fort, ligt een reeks wielen, en nog verder naar het westen ligt een vanouds tot Poederoijen behorend schiereiland met Slot Loevestein en het natuurgebied De Waarden bij Loevestein.

## Verkeer en vervoer
Tussen Brakel en Herwijnen (gemeente West Betuwe) wordt een veerdienst over de Waal onderhouden.
Vervoersbedrijf Arriva verzorgt het busvervoer in Brakel. Lijn 49 stopt minstens elk uur in Brakel voor de richtingen Zuilichem, Gameren en Zaltbommel.

## Onderwijs
Brakel telt twee basisscholen.
| Naam                                | Soort onderwijs | Type                    | Aantal leerlingen   |
| ----------------------------------- | --------------- | ----------------------- | ------------------- |
| Basisschool D.W. van Dam van Brakel | Basisonderwijs  | Openbaar                | 80 (1 oktober 2007) |
| Basisschool Willem van Oranje       | Basisonderwijs  | Protestants-Christelijk | 200                 |

## Nabijgelegen kernen
Vuren, Heukelum, Herwijnen, Zuilichem, Giessen, Poederoijen